# Carex turkestanica
Carex turkestanica är en halvgräsart som beskrevs av Eduard August von Regel. Carex turkestanica ingår i släktet starrar, och familjen halvgräs. Inga underarter finns listade i Catalogue of Life.